# Tears (X Japan-dal)
A Tears az X Japan japán heavymetal-együttes kilencedik kislemeze, mely 1993. november 10-én jelent meg az MMG kiadásában. A lemez 2. volt az Oricon slágerlistáján és 16 hétig szerepelt rajta. 1996 júliusában dupla platinalemez lett, amivel az együttes legsikeresebb kislemezének számít.

## Háttér
Ez az együttes első kislemeze, melyet X Japan címen adtak ki, és az első, melyen Heath volt a basszusgitáros. A dalt teljes egészében Yoshiki írta, apja elvesztéséről, azonban a dalszöveget Siratori Hitomi (白鳥瞳) álnéven jelentette meg, mert aggódott amiatt, hogy a rajongók mit fognak szólni egy jóval lágyabb balladához, mint ami az együttestől megszokott volt.
A dal 2004-ben a dél-koreai Windstruck című film betétdalaként volt hallható, majd a Trax együttes is feldolgozta koreai nyelven. A Nikusimi ni hohoende (憎しみに微笑んで; Hepburn: Nikushimi ni Hohoende) című dorama betétdalaként is szolgált.
A B oldalon a dal instrumentális, klasszikus hangszerelésű verziója hallható, mely korábban már megjelent Yoshiki Eternal Melody című szólóalbumán. A dalt George Martin hangszerelte és a Londoni Filharmonikus Zenekar játszotta fel.

## Számlista
Az összes szám szerzője Yoshiki.
| #  | Cím                     | Hossz |
| -- | ----------------------- | ----- |
| 1. | Tears (X Japan Version) | 10:28 |
| 2. | Tears (Classic Version) | 5:02  |

## Közreműködők
- Toshi – vokál
- Pata – gitár
- hide – gitár
- Heath – basszusgitár
- Yoshiki – dobok, zongora, szintetizátor

További közreműködők
- Társproducer: X Japan
- Keverés: Mike Shipley
- Maszterelés: Stephen Marcussen (Precision Studio)
- Hangszerelés vonósokra és karmester: Dick Marx
- Vonós zenekar: Y&D Orchestra
- Hangmérnökök: Rob Jacobs, Rich Breen, Mike Ging
  - Asszisztensek: Mike Stock, Tal Miller

## Fordítás
Ez a szócikk részben vagy egészben  a   Tears (X Japan song) című angol Wikipédia-szócikk fordításán alapul.  Az eredeti cikk szerkesztőit annak laptörténete sorolja fel. Ez a jelzés csupán a megfogalmazás eredetét és a szerzői jogokat jelzi, nem szolgál a cikkben szereplő információk forrásmegjelöléseként.